# Byron Beatty Jr.
Byron "BJ" Beatty Jr. (Kailua, 4 marzo 1988) è un giocatore di football americano statunitense che milita nel ruolo di defensive end negli Obic Seagulls.
Anche il fratello minore Bronson gioca nei Seagulls, nel ruolo di safety. È nipote di Chris Naeole, che ha giocato in NFL come offensive lineman.

## Palmarès
- 1 Mondiale (2015)
- 3 Rice Bowl (Obic Seagulls, 2012, 2013, 2020)